# Trinotoperla montana
Trinotoperla montana är en bäcksländeart som först beskrevs av Edgar F. Riek 1962.  Trinotoperla montana ingår i släktet Trinotoperla och familjen Gripopterygidae. Inga underarter finns listade i Catalogue of Life.